# Джефри Ашби
Джефри Ширс Ашби (на английски: Jeffrey Shears Ashby) е американски военен пилот и астронавт от НАСА, участник в три космически полета.

## Образование
Джефри Ашби завършва колежа Evergreen High School в Евъргрийн, Колорадо през 1972 г. През 1976 г. получава бакалавърска степен по инженерна механика от Университета на Айдахо. През 1993 г. получава магистърска степен по авиационни системи от университета на Тенеси.

## Военна кариера
Джефри Ашби става пилот на F-18 през 1986 г. Взима участие във войната с Ирак - операция Пустинна буря. След това участва в още две бойни мисии - Южен патрул в Персийския залив и Продължаваща надежда в Сомалия. Служи на атомния самолетоносач USS Abraham Lincoln (CVN-72). Носител е на две най-престижни награди в USN: през 1991 г. е определен за атакуващ пилот на годината, а през 1994 г. ескадрилата, на която Ашби е командир е определена за №1 във флота. Има нальот от над 7000 полетни часа на реактивни самолети и повече от 1000 кацания на палубата на самолетоносач.

## Служба в НАСА
На 12 декември 1994 г., Джефри Ашби е избран за астронавт от НАСА, Астронавтска група №15. Той преминава пълен двегодишен курс на обучение и получава квалификация пилот. През 1997 г. е назначен за пилот на мисията STS-85, но е заменен поради заболяване. Взима участие в три космически полета и има 660 часа в космоса.

### Космически полети
| Космически полет на Джефри Ширс Ашби                             | Космически полет на Джефри Ширс Ашби | Космически полет на Джефри Ширс Ашби | Космически полет на Джефри Ширс Ашби | Космически полет на Джефри Ширс Ашби | Космически полет на Джефри Ширс Ашби   | Космически полет на Джефри Ширс Ашби |
| №                                                                | Дата                                 | КК                                   | Емблема на мисията                   | Функции                              | Продължителност                        |                                      |
| ---------------------------------------------------------------- | ------------------------------------ | ------------------------------------ | ------------------------------------ | ------------------------------------ | -------------------------------------- | ------------------------------------ |
| 1                                                                | 23 юли 1999                          | „Колумбия“, мисия STS-93             |                                      | Пилот                                | 4 денонощия 22 часа 50 минути 18 сек.  |                                      |
| 2                                                                | 19 април 2001                        | „Индевър“, мисия STS-100             |                                      | Пилот                                | 11 денонощия 21 часа 31 минути 14 сек. |                                      |
| 3                                                                | 7 октомври 2002                      | „Атлантис“, мисия STS-112            |                                      | Командир                             | 10 денонощия 19 часа 58 минути 44 сек. |                                      |
| Сумарно време в космоса – 27 денонощия 16 часа 19 минути 16 сек. |                                      |                                      |                                      |                                      |                                        |                                      |

## Награди
- Медал за отлична служба;
- Легион за заслуги;
- Летателен кръст за заслуги;
- Медал за похвална служба;
- Медал за похвала;
- Въздушен медал на USN (4);
- Медал за похвала на USN (2);
- Медал за постижения на USN;
- Медал на НАСА за изключително лидерство;
- Медал на НАСА за изключителни заслуги;
- Медал на НАСА за участие в космически полети (3).

През 1991 г. Джефри Ашби е избран за най-добър атакуващ пилот на USN.